# 마르쿠스 안토니우스
마르쿠스 안토니우스 (기원전 83년 1월 14일 - 기원전 30년 8월 1일)는 로마 공화국의 정치인이자, 장군이었다. 그는 로마 공화국이 로마 제국으로 바뀌는 데 결정적인 역할을 한 인물 중 한 사람이다.
안토니우스는 율리우스 카이사르의 친구이자 지지자였고, 갈리아 전쟁과 내전 당시 카이사르 휘하에서 복무했다. 카이사르가 정적들을 그리스, 북아프리카, 스페인에서 제거하는 동안 안토니우스는 이탈리아의 총독으로 임명되었다. 기원전 44년 카이사르의 죽음 이후, 안토니우스는 마르쿠스 아이밀리우스 레피두스, 옥타비아누스와 힘을 합쳐 3인 집정제를 열었고, 이는 제2차 삼두정치라고 불린다. 삼두정치의 지도자들은 카이사르의 암살자들인 리베라토레스를 기원전 42년 필리피 전투에서 격멸시켰고, 이후 공화국 정부를 그들 스스로 나누었다. 안토니우스는 프톨레마이오스 왕국을 비롯한 로마의 동방 속주들로 가게 되었다. 이후 그는 로마-파르티아 전쟁의 사령관이 되었다.
다른 삼두정치 지도자들과의 관계는 각자가 더 큰 권력을 추구하면서 경색되었다. 기원전 40년 안토니우스와 옥타비아누스는 안토니우스가 옥타비아누스의 여동생, 옥타비아와 결혼했을 때 내전은 피할 수 있었다. 그러나 이 결혼에도 불구하고 안토니우스는 클레오파트라와 사랑에 빠져, 옥타비아누스와의 관계는 더욱 악화되었다. 기원전 36년 마르쿠스 아이밀리우스 레피두스가 권력에서 축출되고, 안토니우스와 옥타비아누스의 관계가 기원전 33년 악화된 이래, 삼두 정치의 지배층들은 분열되었다. 결국 이 분열은 기원전 31년 내전으로 이어졌고, 옥타비아누스는 클레오파트라와 안토니우스에게 전쟁을 선포했다. 안토니우스는 악티움 해전에서 옥타비아누스의 군대에게 패배했고, 이후 안토니우스와 클레오파트라는 이집트로 도망쳐 그곳에서 자살로 생을 마감했다.
안토니우스의 사망 이후, 옥타비아누스가 로마 공화국의 사실상 유일한 지배자가 되면서, 로마 공화국은 로마 제국이 되었고, 옥타비아누스는 원로원으로부터 아우구스투스라는 칭호를 받았으며, 그는 로마의 최초의 실질적 황제가 되며 제정이 시작되었다. 아우구스투스라는 칭호를 받긴 했으나, 본인을 '제 1시민', 즉 프린켑스라고 자칭했다.

## 생애

### 어린 시절
안토니우스는 기원전 83년경 로마에서 태어났다. 아버지와 할아버지의 이름은 모두 그와 같은 이름인 마르쿠스 안토니우스인데 할아버지는 당대의 유명한 웅변가로 기원전 86년 가이우스 마리우스가 로마로 복귀했을 때 그의 지지자들에 의해 처형당했다. 그의 어머니는 율리우스 카이사르의 먼 친척벌인 율리아 안토니아였다. 안토니우스의 아버지가 죽자 어린 안토니우스와 그의 형제들은 홀어머니 슬하에서 자랐는데 로마의 거리를 쏘다니며 방탕한 시절을 보낸것으로 보인다. 로마에서 안토니우스는 엄청난 빚을 지고 도망하듯 그리스로 건너가 수사학을 공부했다.
아테네에서 잠시 철학을 공부하다가 기원전 57년경 시리아의 전직집정관 아울루스 가비니우스가 소집한 군대에 들어가 그의 휘하에서 유대와 이집트에서 기병대장교로 복무하였다. 기병대 지휘관으로서 그는 용맹하고 대담한 군사적 재능을 유감없이 발휘하였고 이 원정길에 알렉산드리아에 처음으로 갔다.

### 율리우스 카이사르와 안토니우스
기원전 54년경 안토니우스는 율리우스 카이사르 휘하의 기병대 지휘관으로서 갈리아로 갔다. 그곳에서 그는 탁월한 군사적 재능과 지휘력으로 카이사르의 갈리아 정복의 후반에 큰 도움이 되었으나 개인적으로 방탕하고 분방한 성품때문에 종종 카이사르를 짜증나게 했다. 카이사르의 호의로 그는 원로원에 들어갔으나 보수적인 원로원과 카이사르의 사이가 점점 나빠지자 원로원에서 추방당해 카이사르 진영에 합류하고 카이사르가 루비콘강을 건널때 함께 했다. 이어 벌어진 카이사르의 내전에서 그는 카이사르의 오른팔로 좌익 기병대를 지휘하며 폼페이우스의 군대에 맞서 싸웠고 전과를 올렸다.
기원전 47년경 카이사르가 독재관에 취임하고 아프리카에서 폼페이우스의 잔당을 축출하는 동안 이탈리아반도의 통치를 맡았으나 키케로가 지적한 대로 예산낭비가 너무 심한 행정때문에 시민들의 반감을 사고 결국 모든 공직에서 물러났다. 이때 카이사르와 안토니우스는 2년간 전혀 왕래없이 지내다가 기원전 44년 카이사르의 다섯 번째 집정관 임기때 동료집정관직에 올랐다.
같은해 3월 15일 율리우스 카이사르는 왕위를 노린다는 혐의로 원로원에서 암살당하고 그 혼란중에 안토니우스는 노예로 변장하고 로마를 탈출하였다. 곧 로마로 돌아와 그는 카이사르를 변호하여 그의 암살의 부당함을 로마 시민에 설득시키고 여론을 반전시켰다. 6월에 그는 카이사르 군대에 힘입어 카실피나 갈리아 속주의 총독으로 임명되었다. 그러나 키케로는 끈질지게 그에 대해 비난했으며 이에 힘입어 기원전 43년 원로원은 옥타비아누스에게 군권을 주고 그해의 집정관 두 명과 함께 안토니우스를 공격하게 했다. 4월 안토니우스는 포룸 갈로룸과 무티나에서 패하고 갈리아 나르보넨시스로 퇴각했다. 두 명의 집정관은 죽고 옥타비아누스가 혼자 권력을 차지하자 원로원은 데키무스 브루투스에게 집정관직을 수여했으나 옥타비아누스는 군대를 이끌고 로마로 진군해 집정관에 취임했다. 그동안 안토니우스는 카이사르파인 마르쿠스 아이밀리우스 레피두스와 합세하여 세력을 불렸다.

### 제2차 삼두정치
원로원 공화파인 마르쿠스 유니우스 브루투스와 가이우스 카시우스가 그리스에서 반 카이사르파를 규합해 군대를 조직하자 기원전 43년 11월초 옥타비아누스는 보노니아에서 안토니우스와 레피두스를 만났으며 세 사람은 공식적으로 5년 기한의 독재통치 협정을 맺어 제2차 삼두정치를 수립했다. 이듬해 10월 마케도니아에서 벌어진 두번의 필리피 전투에서 안토니우스는 카이사르파 군대를 승리로 이끌었고 브루투스와 카시우스는 패하여 자살했다. 이로써 카이사르파에 반대하는 공화파가 모두 제거되자 제2차 삼두정치는 새로운 국면으로 돌입하였고 옥타비아누스는 로마로 돌아가고 안토니우스는 이집트와 동방의 속주, 레피두스는 히스파니아와 아프리카속주를 각각 맡아 통치하기로 하였다
안토니우스는 자신의 구역인 동방 속주를 둘러보면서 이집트 프톨레마이오스 왕조의 여왕 클레오파트라 7세를 타르수스로 불러 그녀의 반란혐의를 조사하고, 이후 기원전 41년과 40년의 겨울을 알렉산드리아에서 함께 지냈다. 한편, 로마에서 옥타비아누스에게 불만을 품은 안토니우스의 세 번째 부인 풀비아가 안토니우스의 동생인 루키우스 안토니우스와 함께 독자적으로 옥타비아누스에 대한 반란을 주동하고 로마를 잠시 장악했다가 실패하고, 페르시아로 퇴각하는 일이 벌어졌다. 풀비아는 반란 와중에 죽었다. 또한 안토니우스가 담당한 동방지역에서는 로마의 전통적인 적대국인 파르티아가 로마의 영토인 시리아를 침공하는 일이 벌어졌다.
안토니우스는 파르티아의 침공에도 불구하고 먼저 이탈리아로 가서 옥타비아누스와 화해하고 옥타비아누스의 누나 옥타비아와 결혼했다. 이후 두사람은 동방정책에 대해 합의했는데 헤로데를 원조하여 유대를 다시 찾고 헤로데를 왕으로 세우기로 하였다. 또한 시칠리아를 중심으로 지중해의 제해권을 장악하고 해적질을 하던 폼페이우스의 아들 섹스투스 폼페이우스와 잠시나마 휴전을 하였다. 이 휴전을 하면서 두사람은 다시 사이가 나빠졌다. 기원전 38년 타렌툼에서 삼두정치를 5년 더 연장하기로 하고 옥타비아누스는 안토니우스의 동방원정에 군대를 보내겠다고 합의 했다.
안토니우스는 파르티아 문제에 대한 옥타비아누스의 지원을 점점 더 의심하게 되었다. 두 사람사이는 점점 더 벌어져 안토니우스는 임신한 옥타비아를 이탈리아로 돌려보내고 이집트의 클레오파트라와 손잡았다.

### 안토니우스와 클레오파트라, 그리고 죽음
안토니우스와 클레오파트라의 결합은 수많은 예술작품에 영감을 주었고 상당부분 과장 미화된 점이 없지 않다. 현실적으로 클레오파트라는 프톨레마이오스 왕조의 옛 영토를 되찾기 위해 안토니우스의 군대가 필요했고 안토니우스는 자신의 입지 강화와 파르티아에 대한 원정에 필요한 자금과 보급품의 지원에 이집트가 필요했다. 기원전 37년 안토니우스는 이집트의 도움을 받아 예루살렘과 유대를 회복하고, 헤로데를 유대의 왕으로 곧 괴뢰정권으로 세우고, 이어 다음해 시리아와 파르티아로 진군해 들어갔으나 대패하고 물러났다.
이무렵 로마에서는 레피두스는 실패한 정치로 실각하였다. 옥타비아누스는 과거 공화파 귀족을 자기편으로 끌어들여 권력을 강화하고, "정숙한 로마인 부인을 버리고 난잡한 이집트의 여왕과 놀아나 로마의 명예를 실추시켰다"라고 안토니우스를 비난했다. 안토니우스는 기소되어 몇 차례 로마로 소환되었으나, 알렉산드리아에 머물면서 이에 응하지 않았다.
기원전 35년 안토니우스는 다시 한번 이집트의 지원으로 아르메니아 공략에 성공했다. 원정에서 돌아와 안토니우스는 기원전 34년 알렉산드리아에서 성대한 개선식을 거행했는데, 로마인들에게는 전통적인 로마 개선식에 대한 모욕으로 받아들여져 반감을 샀다. 개선식 직후 그는 클레오파트라를 이집트의 '왕중의 여왕'으로, 카이사리온을 이집트의 '왕중왕'으로 선포하고 그와 클레오파트라 사이에서 태어난 2명의 아들과 1명의 딸에게도 '아르메니아와 파르티아(파르티아는 단 한번도 로마에 정복된 적이 없음에도 불구하고)의 왕', '시리아와 리비아의 왕'등 거창한 제왕의 칭호를 붙였다. 특히 카이사르와 클레오파트라의 아들이라고 여겨지던 카이사리온(프톨레마이오스 15세 카이사르)은 카이사르의 적법한 후계자로 공표되었다. 이러한 안토니우스의 발표는 옥타비아누스는 물론 로마와의 단절을 의미하는 것이었다.
이후 2년간 옥타비아누스와 안토니우스는 서로에 대한 엄청난 비난과 선전전을 벌였다. 안토니우스는 옥타비아누스가 카이사르의 양자임을 위조하고 적법한 후계자가 아님에도 권력을 찬탈한 자라고 주장했고, 옥타비아누스는 안토니우스가 불법으로 속주를 차지하고, 원로원을 무시하고, 외국과의 전쟁에 들어갔으며, 영토를 이집트의 자기 자식들에게 팔아넘겼다고 주장했다. 이제 두 진영사이의 내전은 피할 수 없었다. 기원전 32년 원로원은 안토니우스를 해임하고, 클레오파트라에게 선전포고를 했다. 그해의 집정관 2명과 원로원 의원의 3분의 1이 그리스에 있는 안토니우스 진영으로 넘어갔다.
기원전 31년 드디어 내전이 시작되었다. 안토니우스는 에페수스, 아테네, 파트라스에 잇달아 전선을 구축하고 암브라키아 만에서 주력함대를 지휘했다. 그러나 옥타비아누스와 그의 장군 마르쿠스 빕사니우스 아그리파는 이탈리아에서 이오니아해를 건너는 상륙작전에 성공했고, 안토니우스의 주요 방어지점을 차례로 점령했다. 안토니우스 진영은 점차 분열되었고, 드디어 9월 2일 벌어진 악티움 해전에서 안토니우스와 클레오파트라의 해군은 괴멸당하였다. 두사람은 남은 배를 끌고 이집트로 도망했다.
옥타비아누스는 유일한 권력에 한걸음 더 다가가게 되었고, 기원전 30년 8월 아그리파의 부대가 이집트에 상륙했다. 안토니우스는 패배의 절망 속에서 클레오파트라가 죽었다고 믿고 자살했다. 며칠 후 클레오파트라도 스스로 목숨을 끊었으며, 카이사리온은 살해되었다.

## 연표
- 기원전 83년 — 로마에서 태어남
- 기원전 54년/기원전 50년 — 카이사르의 부하로 갈리아 원정 참가
- 기원전 50년 — 호민관
- 기원전 47년 — 이탈리아에서 혹독한 정치로 정치적으로 소외당함
- 기원전 44년 — 첫 번째 집정관직 (율리우스 카이사르와 공동집정관)
- 기원전 43년 — 옥타비아누스와 마르쿠스 아일리아누스 레피두스와 함께 제2차 삼두정치 결성
- 기원전 42년 — 가이우스 카시우스와 마르쿠스 브루투스를 필리피 전투에서 물리침
- 기원전 41년 — 클레오파트라와 만남
- 기원전 40년 — 로마로 귀환, 옥타비아와 결혼하고 옥타비아누스와 협정을 맺음
- 기원전 38년 — 타렌툼 협정으로 삼두 정치 기한 연장
- 기원전 36년 — 파르티아에 패배함
- 기원전 35년 — 아르메이나 왕국 정복
- 기원전 34년 — 알렉산드리아에서 개선식 거행
- 기원전 33년 — 삼두 정치 종결
- 기원전 32년 — 옥타비아누스와 비난, 선전전을 벌임
- 기원전 31년 — 악티움 해전에서 패배
- 기원전 30년 — 클레오파트라가 죽은 것으로 믿고 자살함

## 같이 보기
- 아피아노스
- 율리우스 카이사르
- 마르쿠스 툴리우스 키케로
- 플루타르코스
- 플라비우스 요세푸스
- 마르쿠스 벨레이우스 파테르쿨루스